# Lunar L1
Lunar L1 é o nome atribuído a um dos subprogramas da antiga União Soviética cujo objetivo era colocar cosmonautas em órbita da Lua.
Esse subprograma, parte do programa lunar tripulado soviético, ocorreu de 1959 até 1970. Ele agrupou a maioria dos esforços espaciais iniciais da União Soviética, particularmente de seu programa Zond.
Este objetivo não foi atingido, e a União Soviética acabou desistindo e jamais admitindo que tinha o objetivo de atingir a Lua. No entanto, a existência de um lander lunar, descoberto após o colapso da União Soviética, comprovou a existência do programa.
Embora a União Soviética tenha desistido de levar a frente o objetivo de circum-navegar a Lua logo após o voo da Apollo 8 em 1968, o programa ainda ficou ativo até 1970.